# Соната для фортепіано № 10 (Моцарт)
Соната для фортепіано № 10 В. А. Моцарта, KV 330, до мажор написана 1778 року. Складається з трьох частин:
1. Allegro moderato
2. Andante cantabile
3. Allegretto

Соната триває близько 19 хвилин.[джерело?]